# José Augusto Brandão
José Augusto Brandão (* 21. April 1911 oder 19. Juni 1916 in Taubaté; † 20. Juli 1989 ebenda) war ein brasilianischer Fußballnationalspieler. Er spielte auf der Position eines Mittelfeldspielers.

## Karriere

### Verein
Brandão startete seine Laufbahn 1931 beim CA Juventus erst mit einundzwanzig Jahren. Hier sowie beim nachfolgenden Klub Portuguesa blieb der Spieler nur kurze Zeit. 1935 wechselte er zum SC Corinthians. In seinen gut elf Jahren in dem Klub soll er 298 Spiele bestritten und 11 Tore erzielt haben. Er zählt dort noch heute zu den Idolen der Fans.

### Nationalmannschaft
Sein erstes offizielles Länderspiel bestritt er am 27. Dezember 1936 bei der Campeonato Sudamericano 1937 gegen Peru. Sein nächstes Turnier war die Fußball-Weltmeisterschaft 1938. Hier kam er am 14. Juni 1938 im Wiederholungsspiel gegen die Tschechoslowakei zum Einsatz. In seinen zweiten Einsatz beim Spiel um den dritten Platz, am 19.06. gegen Schweden, lief er sogar als Mannschaftsführer auf und führte die brasilianische Auswahl zum 3. Platz.
Es folgten noch weitere Einsätze bei der Copa Roca 1939/40 und der Campeonato Sudamericano 1942. Bei der Sudamericano durfte er in allen als Mannschaftsführer auflaufen. Diese Rolle füllte er allen fünf Spielen des Wettbewerbs aus.

## Erfolge
Corinthians
- Staatsmeisterschaft von São Paulo: 1937, 1938, 1939, 1941